# Орден Сербского флага
Орден Сербского флага — государственная награда Сербии.

## История
Орден Сербского флага был учреждён Законом 26 октября 2009 года «О наградах Республики Сербия» как награда за особые заслуги в развитии международных отношений между Сербией и другими странами или международными организациями, а также выдающийся вклад в развитие и укрепление мирного сотрудничества и дружественных отношений между Сербией и другими странами.
Орден присуждается указом Президента Сербии и вручается, как правило, в День государственности ежегодно 15 и 16 февраля.

## Степени
Орден имеет три класса:
- Кавалер ордена 1 степени — знак ордена на чрезплечной ленте, звезда ордена на левой стороне груди.
- Кавалер ордена 2 степени — знак ордена на шейной ленте.
- кавалер ордена 3 степени — знак ордена на нагрудной ленте, сложенной треугольником.

## Описание
Знак ордена — на золотой венок из лавровых листьев наложен развивающийся государственный флаг в цветных эмалях с рельефным одноцветным средним государственным гербом. Знак при помощи кольца крепится к орденской ленте.
Звезда ордена серебряная восьмиконечная, формируемая равновеликими двугранными заострёнными лучиками, расположенными пирамидально. В центре звезды знак ордена.
Лента ордена тёмно-синего цвета.

### Символы
Символами ордена являются орденские планки.
| Орденские планки         | Орденские планки         | Орденские планки         |
| ------------------------ | ------------------------ | ------------------------ |
| Кавалер ордена 1 степени | Кавалер ордена 2 степени | Кавалер ордена 3 степени |
|                          |                          |                          |
|                          |                          |                          |